# 百變艾琳
《百變艾琳》（英語：Who Is Erin Carter?），是Netflix原創英國動作驚悚迷你影集。由傑克·羅西安（Jack Lothian）擔任製片、編劇，並與羅伯·布洛克（Rob Bullock）、安迪·哈里斯等人執導，艾雯·阿瑪德領銜主演，其他演員包括西恩·提爾、英狄卡·華生與道格拉斯·亨歇爾，影集主要於西班牙巴塞隆納取景拍攝。2023年8月24日，本劇於Netflix全球同步上映。

## 劇情大綱
艾琳·卡特實現了移民到西班牙的夢想，她的多重身分卻讓身邊的人起疑，究竟是母親、妻子、教師，又或者是一名殺手？

## 演員及角色
- 艾雯·阿瑪德（英语：Evin Ahmad） 飾演 艾琳·卡特（Erin Carter）：一名身分未知的殺手。
- 西恩·提爾（英语：Sean Teale） 飾演 喬迪（Jordi）：艾琳的丈夫。
- 英狄卡·華生 飾演 哈柏（Harper）：艾琳的女兒。
- 道格拉斯·亨歇爾 飾演 Daniel Lang
- 蘇珊娜·菲爾丁（英语：Susannah Fielding） 飾演 奧莉維亞（Olivia）
- 夏洛特·維加（英语：Charlotte Vega） 飾演 佩內洛普（Penelope）
- 丹妮絲·高夫（英语：Denise Gough） 飾演 萊娜（Lena）
- 佩普·安布洛斯 飾演 埃米里奧（Emilio）

## 集數

### 影集概覽
| 季數 | 集数 | 集数 | 上線日期      | 上線日期      |
| ---- | ---- | ---- | ------------- | ------------- |
| 1    | 7    | 7    | 2023年8月24日 | 2023年8月24日 |

### 第1季（2023年）
| 集數 | 標題  | 導演                    | 編劇                                                                       | 上線日期      |
| ---- | ----- | ----------------------- | -------------------------------------------------------------------------- | ------------- |
| 1    | 第1集 | 艾許莉·韋（Ashley Way） | 傑克·羅西安（Jack Lothian）                                                | 2023年8月24日 |
| 2    | 第2集 | 艾許莉·韋               | 傑克·羅西安                                                                | 2023年8月24日 |
| 3    | 第3集 | 艾許莉·韋               | 傑克·羅西安、亞當·金格爾（Adam Gyngell）、 弗雷德·阿姆斯托（Fred Armesto） | 2023年8月24日 |
| 4    | 第4集 | 比爾·伊格斯             | 傑克·羅西安                                                                | 2023年8月24日 |
| 5    | 第5集 | 艾許莉·韋 莎薇娜·德里可 | 傑克·羅西安                                                                | 2023年8月24日 |
| 6    | 第6集 | 莎薇娜·德里可           | 傑克·羅西安                                                                | 2023年8月24日 |
| 7    | 第7集 | 比爾·伊格斯             | 傑克·羅西安                                                                | 2023年8月24日 |

## 製作
由索尼影視公司旗下子公司左岸影視擔任製片公司，傑克·羅西安（Jack Lothian）是本劇的主創人、製片與導演。

## 拍攝
主體拍攝原定於2022年3月至8月進行，但製片人羅西安表示劇組將延後拍攝日期，最後本劇於同年5月至10月完成拍攝。拍攝地點大多於西班牙巴塞隆納，部分場景於英國福克斯通拍攝。

## 發行
本劇將於2023年8月24日全球同步上映。

## 外部連結
- 在Netflix上觀看《百變艾琳》
- 互联网电影数据库（IMDb）上《百變艾琳》的资料（英文）
- 爛番茄上《百變艾琳》的資料（英文）
- Metacritic上《《百變艾琳》》的資料
- 豆瓣电影上《百變艾琳》的資料 （简体中文）